# Bulbophyllum amplistigmaticum
Bulbophyllum amplistigmaticum är en orkidéart som beskrevs av Paul J. Kores. Bulbophyllum amplistigmaticum ingår i släktet Bulbophyllum och familjen orkidéer. Inga underarter finns listade i Catalogue of Life.